# Korarchaeum
Genre
Espèces de rang inférieur
- Candidatus Korarchaeum cryptofilum

Korarchaeum est un genre d'archées de l'embranchement (phylum) des Korarchaeota.